# Xã Ypsilanti, Quận Stutsman, Bắc Dakota
Xã Ypsilanti (tiếng Anh: Ypsilanti Township) là một xã thuộc quận Stutsman, tiểu bang Bắc Dakota, Hoa Kỳ. Năm 2010, dân số của xã này là 128 người.